# Laphria detecta
Laphria detecta är en tvåvingeart som beskrevs av Walker 1856. Laphria detecta ingår i släktet Laphria och familjen rovflugor. Inga underarter finns listade i Catalogue of Life.